# Mfutila helleri
Mfutila helleri är en insektsart som beskrevs av Irena Dworakowska 1974. Mfutila helleri ingår i släktet Mfutila och familjen dvärgstritar.
Artens utbredningsområde är Kongo. Inga underarter finns listade i Catalogue of Life.